# Dimitris Psonis
Dimitris Psonis (griechisch Δημήτρης Ψώνης; * 1961 in Athen) ist ein griechischer Musiker.
Psonis begann seine musikalische Laufbahn in Athen als Rembetikomusiker mit der Gruppe Opisthodromiki Kompania. Ab 1984 studierte er Perkussion am Real Conservatorio Superior de Música de Madrid. Er setzte seine Ausbildung bei Robert Van Sice (Marimba), Gary Burton (Vibraphon) und Peter Prommel (Perkussion) fort. Ab 1994 wandte er sich der östlichen Musik zu. Er erlernte Instrumente wie Santur, Saz, Oud und Lyra und trat mit Ross Daly und der katalanischen Sängerin Maria del Mar Bonet auf; zudem gründete er sein Trio Metamorphosis mit Pedro Estevan und Hristos Tsiamulis (gleichnamiges Album 2014; aktuell mit Bruno Caillat und Haig Sarikouyoumdjian). Auf dem Gebiet der westlichen Alten Musik wurde Jordi Savall sein Partner. Ihr Album Dinastia Borgia (2010) mit Renaissance- und Barockmusik wurde mit einem Grammy ausgezeichnet. Auch nahm er mit Hespèrion XXI auf.